# Allocosa deserticola
Allocosa deserticola este o specie de păianjeni din genul Allocosa, familia Lycosidae. A fost descrisă pentru prima dată de Simon, 1898.
Este endemică în Egipt. Conform Catalogue of Life specia Allocosa deserticola nu are subspecii cunoscute.